# Velika nagrada Roussillona 1947
Velika nagrada Roussillona 1947 je bila deveta dirka za Veliko nagrado v Sezoni Velikih nagrad 1947. Odvijala se je 27. aprila 1947 na dirkališču Circuit des platanes de Perpignan. 

## Rezultati

### Prijavljeni
| Št | Dirkač                | Moštvo              | Dirkalnik        | Motor        | Šasija |
| -- | --------------------- | ------------------- | ---------------- | ------------ | ------ |
| 2  | Eugène Chaboud        | SFACS Ecurie France | Talbot-Lago T26  | Talbot       | 90201  |
| 4  | Henri Trillaud        | SFACS Ecurie France | Delahaye 135S    | Delahaye     |        |
| 6  | Yves Giraud-Cabantous | SFACS Ecurie France | Delahaye 135S    | Delahaye     |        |
| 8  | Raymond Sommer        | Raymond Sommer      | Maserati 4CM     | Maserati 4CL | 1555   |
| 10 | Philippe Étancelin    | Ecurie Gersac       | Delage 3000      | Delage D6    |        |
| 12 | Pierre Levegh         | Ecurie Gersac       | Delage 3000      | Delage D6    |        |
| 14 | Jean Achard           | Ecurie Gersac       | Delage 3000      | Delage D6    | 880002 |
| 16 | Henri Louveau         | SFACS Ecurie France | Delage 3000      | Delage D6    | 880004 |
| 18 | Roger Loyer           | SFACS Ecurie France | Delahaye 135S    | Delahaye     |        |
| 20 | Georges Grignard      | Georges Grignard    | Delahaye 135     | Delahaye     |        |
| 28 | Louis Rosier          | SFACS Ecurie France | Talbot-Lago SS   | Talbot       | 90111  |
| 30 | Jean-Pierre Wimille   | Equipe Gordini      | Simca-Gordini 15 | Gordini      | 0007GC |

### Dirka
| Poz | Št | Dirkač                | Dirkalnik        | Krogi | Čas/Odstop  | Št. m. |
| --- | -- | --------------------- | ---------------- | ----- | ----------- | ------ |
| 1   | 2  | Eugène Chaboud        | Talbot-Lago T26  | 58    | 1:35:06.3   | 3      |
| 2   | 16 | Henri Louveau         | Delage D6        | 57    | +1 krog     | 4      |
| 3   | 6  | Yves Giraud-Cabantous | Delahaye 135     | 57    | +1 krog     | 5      |
| 4   | 12 | Pierre Levegh         | Delage D6        | 57    | +1 krog     | 7      |
| 5   | 20 | Georges Grignard      | Delahaye 135     | 55    | +3 krogi    | 8      |
| 6   | 28 | Louis Rosier          | Talbot-Lago SS   | 55    | +3 krogi    | 10     |
| 7   | 4  | Henri Trillaud        | Delahaye 135S    | 55    | +3 krogi    | 12     |
| Ods | 8  | Raymond Sommer        | Maserati 4CM     | 44    | Menjalnik   | 1      |
| Ods | 18 | Roger Loyer           | Delahaye 135S    | 40    | Hladilnik   | 9      |
| Ods | 10 | Philippe Étancelin    | Delage D6        | 33    | Motor       | 6      |
| Ods | 30 | Jean-Pierre Wimille   | Simca-Gordini 15 | 21    | Pregrevanje | 2      |
| Ods | 14 | Jean Achard           | Delage D6        | 7     | Trčenje     | 11     |